# Bernd Eichinger
Bernd Eichinger (Neuburg an der Donau, Baviera, 11 de abril de 1949 - Los Ángeles, California, 24 de enero de 2011) fue un guionista, director y productor de cine alemán.

## Trayectoria
Eichinger estudió en la Universidad de Televisión y Cine de Múnich en los años 1970, y adquirió una participación en la recién creada compañía de producción Neue Constantin Film en 1979, convirtiéndose en su director ejecutivo. Bajo su tutela, Constantin Film se transformó en una de las empresas del sector con más éxito de Alemania. Eichinger también produjo algunas películas de forma independiente (por ejemplo Downfall). Una de las últimas cintas de Eichinger trató sobre el grupo terrorista de ultraizquierda Red Army Faction (RAF) basado en el libro Der Baader Meinhof Komplex ("El complejo de Baader y Meinhof") de Stefan Aust.
Eichinger falleció de un ataque al corazón en Los Ángeles el 24 de enero de 2011 a la edad de 61 años.

## Galardones
- 1984 Premios Bávaros de Cine, a la mejor producción
- 1986 Premios Bávaros de Cine, a la mejor producción
- 1993 Premios Bávaros de Cine, a la mejor producción
- 2004 Premios Bávaros de Cine, a la mejor producción[3]

## Selección de trabajos
Algunos de los filmes más famosos que ha producido Eichinger son:
- Grete Minde (1977), dirigido por Heidi Genée
- Die Konsequenz (1977), dirigido por Wolfgang Petersen
- Christiane F. – Wir Kinder vom Bahnhof Zoo (1982), dirigido por Uli Edel
- Die unendliche Geschichte (1983), dirigido por Wolfgang Petersen
- El nombre de la rosa (1986), dirigido por Jean-Jacques Annaud
- Werner - Beinhart! (1990), dirigido por Gerhard Hahn
- The Cement Garden 1992), dirigido por Andrew Birkin
- La casa de los espíritus (1993), dirigido por Bille August
- El hombre deseado (1994), dirigido por Sönke Wortmann
- Das Mädchen Rosemarie (1996), dirigido por Eichinger himself
- Smilla's Sense of Snow (1997), dirigido por Bille August
- Prince Valiant (1997), dirigido por Anthony Hickox
- Der große Bagarozy (1999), dirigido por Eichinger himself
- The Mists of Avalon (miniserie, 2001), dirigido por Uli Edel
- Resident Evil (2002), dirigido por Paul W. S. Anderson
- Der Untergang (2004), dirigido por Oliver Hirschbiegel
- Resident Evil: Apocalypse (2004), dirigido por Alexander Witt
- Los 4 Fantásticos (2005), dirigido por Tim Story
- El perfume (2006), dirigido por Tom Tykwer
- Resident Evil: extinción (2007), dirigido por Russell Mulcahy
- Los 4 Fantásticos y Silver Surfer (2007), dirigido por Tim Story
- Der Baader Meinhof Komplex (2008), dirigido por Uli Edel
- Zeiten ändern dich (2010), dirigido por Uli Edel